# Floors kastély
A Floors kastély Skócia délkeleti részén, Roxburghshire-ben található, Roxburghe hercegének székhelye. Az 1720-as években William Adam építész építette János herceg számára, valószínűleg egy korábbi lakótorony beépítésével. A XIX. században tornyokkal és oszlopokkal díszítették, amelyeket William Playfair tervezett a 6. herceg számára. A XVIII. századi főblokkhoz két szimmetrikus kiszolgálószárny csatlakozik. A Floors kastély a Tweed-folyó partján áll, és délre fekvő Cheviot-hegyekre néz.

## A kastély története
A kastély két fő építési szakasz eredménye. Az első szakasz 1721 és 1726 között épült William Adam építész tervei alapján az első herceg számára. Adams vélhetően John Vanbrugh eredeti tervéből merített ihletet. Vanbrugh volt felelős a Yorkshire-i Howard kastély és az oxfordshire-i Blenheim kastély megtervezéséért. Vanbrugh ismerőse volt az első hercegnek, de a terv és az építkezés végső megvalósítása kétségtelenül Adam nevéhez fűződik.
A Dunbar közelében lévő Broxmouth Park lehetett volna a fő családi rezidencia, ám az első herceg édesanyja 1730 után inkább a Floors kastélyban élt. Maga a herceg az idő nagy részét Anglia déli részén töltötte, hogy közel legyen a Parlamenthez, bár mindig nagyra értékelte a „vidéken” töltött időt.
A fenséges és elegáns György-korabeli stílusú kastély természetes teraszra épült, kilátással a Tweed folyóra, déli tájolással a valaha a tájat uraló Roxburgh vár romjaira nézve. Floors kastély jól látható Kelso városának fő folyami átkelőhelyéről, jellegzetes homokkő homlokzata pedig messziről felismerhető. Az épület és környezetének nagyszerűsége arra késztette Walter Scottot, a világhírű írót és a Skót Határvidék nagy házainak gyakori látogatóját, hogy kijelentse, Floors egy „[tündér]királyság, amely méltó lennne Oberon és Titánia otthonának”.
A 6. herceg idején, 1836 és 1847 között William Playfair edinburgh-i építész összehangolta az eredeti épületet a parkosított környezettel, mesebeli látványt hozott létre. Több bővítést, belső átalakítást végzett, megépített a kocsiszínt, amely megvédte az érkező látogatókat az időjárás viszontagságaitól. Az eredmény az egyik legismertebb épület Skóciában, amelyről Playfair 1838-ban ezt írta: „A herceg és a hercegné rendkívül barátságosak és nagyon elégedettek a házukon végzett változtatásokkal, és teljes mértékben elhatározták, hogy mindent megtesznek, amit javaslok, kívül-belül egyaránt.”
Miután a 8. herceg 1903-ban feleségül vette az amerikai ingatlanörökösnőt, Mary Goeletet, a kastély újabb átalakuláson ment keresztül. Az új háziasszony pazarul átalakította a viktoriánus belső tereket. A kastélyt műalkotások, kárpitok, porcelánok és bútorok valódi kincstárává vált, sok reprezentatív szoba ennek megfelelően lett átalakítva. A nyilvánosság számára megtekinthető szobák ma is tanúskodnak az ebben az időszakban végrehajtott átfogó változtatásokról.

## Birtok
A birtok modern vállalkozásként működik, különböző bevételi forrásokkal és érdekeltségekkel. A környező birtok 21 000 hektáros. A változatos domborzatnak köszönhetően a birtok földjein folytatott mezőgazdasági tevékenység is rendkívül sokféle, ami változatos termékeket eredményez. A házi mezőgazdasági tevékenység juh- és szarvasmarhatartást foglal magában, különösen a cheviot juh, amely a Határvidékre jellemző, és nagyon keresett. A fő szántóföldi növények közé tartozik a búza és az olajrepce, de termesztik a sörárpát, a burgonyát és a zöldségeket is. A birtokon folytatott egyéb tevékenységek közé tartozik az erdőgazdálkodás, a zöldenergia, a természetvédelem, az ingatlangazdálkodás és a sporttevékenységek.

## Képek
- A Floor kastély 1866-ban. A kép a The County Seats of the Noblemen and Gentlemen of Great Britain and Ireland, I. kötet 74. oldaláról származik. A képet British Library digitalizálta.
- Floors kastély 2007-ben. A kastély a Tweed folyó felől, délnyugatról. Ez a legnagyobb lakott kastély Skóciában, Roxburghe hercegének és hercegnőjének ad otthont.
- A kastély 2009-ben.
- Gyümölcsketrec, üvegházak, fallal körülvett kert, Floors kastély, Roxburghshire. (2021)
- Bejárati lépcső
- Kapu a kastély és a kert között.
- A kastély kertjében.

## Fordítás
Ez a szócikk részben vagy egészben  a   Floors Castle című angol Wikipédia-szócikk ezen változatának fordításán alapul.  Az eredeti cikk szerkesztőit annak laptörténete sorolja fel. Ez a jelzés csupán a megfogalmazás eredetét és a szerzői jogokat jelzi, nem szolgál a cikkben szereplő információk forrásmegjelöléseként.